# كولن شابمان
كولن شابمان (8 يونيو 1971 - ) (بالإنجليزية: Colin Chapman)‏ هو لاعب كريكت بريطاني.